# Ćurkovica (Surdulica)
Ćurkovica (em cirílico: Ћурковица) é uma vila da Sérvia localizada no município de Surdulica, pertencente ao distrito de Pčinja. A sua população era de 207 habitantes segundo o censo de 2011.

## Demografia
| 1948 | 1953 | 1961 | 1971 | 1981 | 1991 | 2002 | 2011 |
| ---- | ---- | ---- | ---- | ---- | ---- | ---- | ---- |
| 227  | 397  | 452  | 546  | 448  | 286  | 261  | 207  |